# Mediacités
Mediacités est un journal français dédié à l'investigation fondé en 2016 par un collectif de journalistes. Ses équipes couvrent les villes de Lille, Lyon, Toulouse et Nantes.
Détenu par ses cofondateurs, Mediacités refuse toute publicité et préfère reposer sur ses lecteurs. Il revendique d'enquêter sur les dérives des pouvoirs locaux, qu'ils soient politiques, économiques, sportifs, ou associatifs.  
Mediacités remporte en janvier 2018 le « prix du contre-pouvoir contre les féodalités locales » de l'association Anticor.

## Historique
Fondé en décembre 2016 à Lille par sept journalistes, dont plusieurs anciens de L'Express, tels Nicolas Barriquand et Jacques Trentesaux.  
Mediacités a pour slogan : « l’investigation sans concession »,. Le journal ne comporte pas de publicité et est accessible au moyen d'un abonnement payant (7 euros par mois). Son lancement est financé par une campagne de financement participatif (25 000 euros), des fonds apportés par les cofondateurs (35 000 euros) et une bourse du ministère de la Culture (50 000 euros).
Le journal est décliné à Lyon et à Toulouse en mai 2017, puis à Nantes en septembre 2017,. À l'automne de la même année, il ouvre 30 % de son capital afin de lever des fonds (350 000 euros). Il lève finalement 431 000 euros ; le journal en ligne Mediapart entre alors au capital de Mediacités (à hauteur de 5 %), ainsi qu'Indigo Publications (2 %), l'agence de presse coopérative CAPresse et Patrick de Saint-Exupéry, parmi d'autres.
Mediacités reçoit en janvier 2018 le « prix du contre-pouvoir contre les féodalités locales » décerné par l'association Anticor.  
En avril 2019 Mediacités lance « La Fabrique », son blog dans une démarche de mobilisation du lectorat et d'ouverture de sa rédaction. 
Le 4 février 2020, Mediacités annonce une deuxième levée de fonds (207 000 euros).  
Avant la crise du Covid-19, le site recevait 140 000 visiteurs uniques par mois. En mars 2020, la fréquentation a atteint un niveau record de 375 000 visiteurs uniques. Pendant cette période, Mediacités a enregistré 447 nouveaux abonnés (plus de 3 550 au total). 
En janvier 2020, Mediacités présente son premier rapport d'impact sur ses enquêtes à Toulouse, Lyon, Lille et Nantes. Un exercice ré-édité en 2021et en 2022.  

## Activités
Mediacités est édité par la SAS Mediacités. Le capital est détenu à 56 % par les cofondateurs. Aujourd’hui, Mediapart détient 3,48 % des parts sociales de l’entreprise Mediacités. Indigo Publications en possède 1,5 %. Le reste est détenu par 108 actionnaires particuliers.
Depuis le 1er juillet 2024, le président est Nicolas Barriquand et le directeur de la rédaction Benjamin Peyrel, succédant à Jacques Trentesaux. Mediacités compte 11 salariés pour 433 000 euros de chiffre d'affaires. Mediacités revendique près de 6 000 abonnés. Le chiffre d'affaires 2024 est de 500 040 euros.

## Révélations

### Lyon
En juillet 2017, Mediacités enquête avec Mediapart sur les Malta Files et révèle les manœuvres financières de la société April, groupe lyonnais spécialisé dans les services en assurance. 
Le 24 décembre 2018, par un communiqué, la société annonce que l’administration française lui a adressé un projet de redressement fiscal, portant  « sur la territorialité de l’activité de réassurance de sa filiale Axeria Re Limited, implantée à Malte pour un montant réclamé de 69,8 millions d’euros ».

### Toulouse
En 2018, Mediacités publie les CHU Leaks, une longue enquête sur les dérives de l’Hôpital de Toulouse
L'affaire fait la une de la presse nationale. 26 000 documents internes obtenus par Mediacités montrent des milliers de témoignages de médecins et infirmières faisant état de graves dysfonctionnements techniques, de manque d’effectif, et de mise en danger de la vie des patients toulousains.

### Lille
Le 15 juin 2018, Mediacités révèle, factures à l'appui, que Damien Castelain, Président de la Métropole Lilloise, aurait utilisé 11 000 euros d’argent public payé par les Lillois pour des hôtels de luxe, des massages, et des parfums.
À la suite des révélations de Mediacités, le Procureur de la République de Lille lance une enquête. 
En 2019, le Président de la Métropole est placé en garde à vue pour détournement de fonds publics.

### Nantes
En septembre 2022, une enquête de Mediacités met sérieusement en cause Audencia Business School. Elle décrit un management toxique et harceleur. De nombreux salariés de Audencia évoquent stress, pression, manipulation, rabaissement, burn-out, contournement du droit du travail.